# Fútbol en el Perú

Logotipo de la Federación Peruana de Fútbol usado desde 2011.

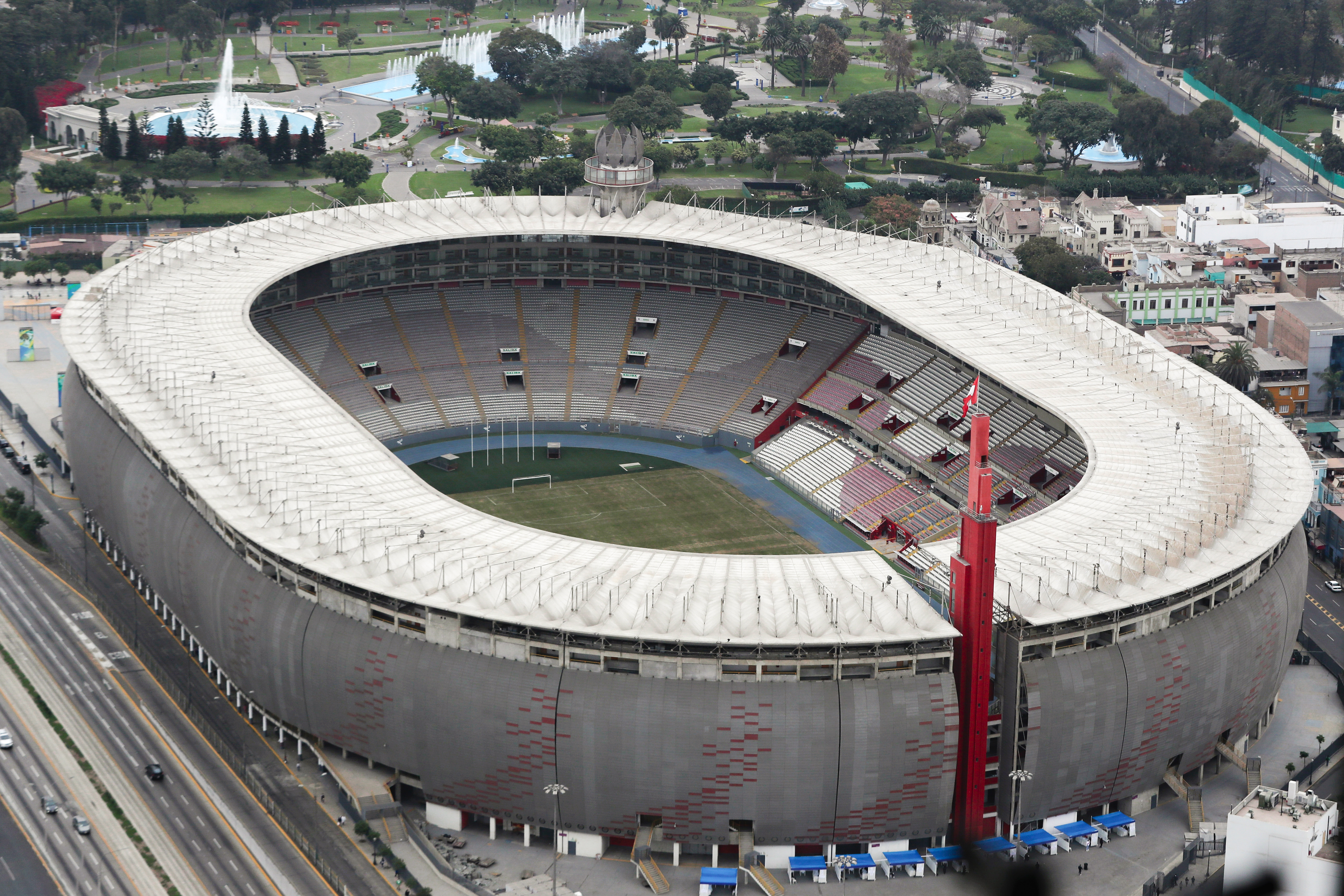
Estadio Nacional de Lima

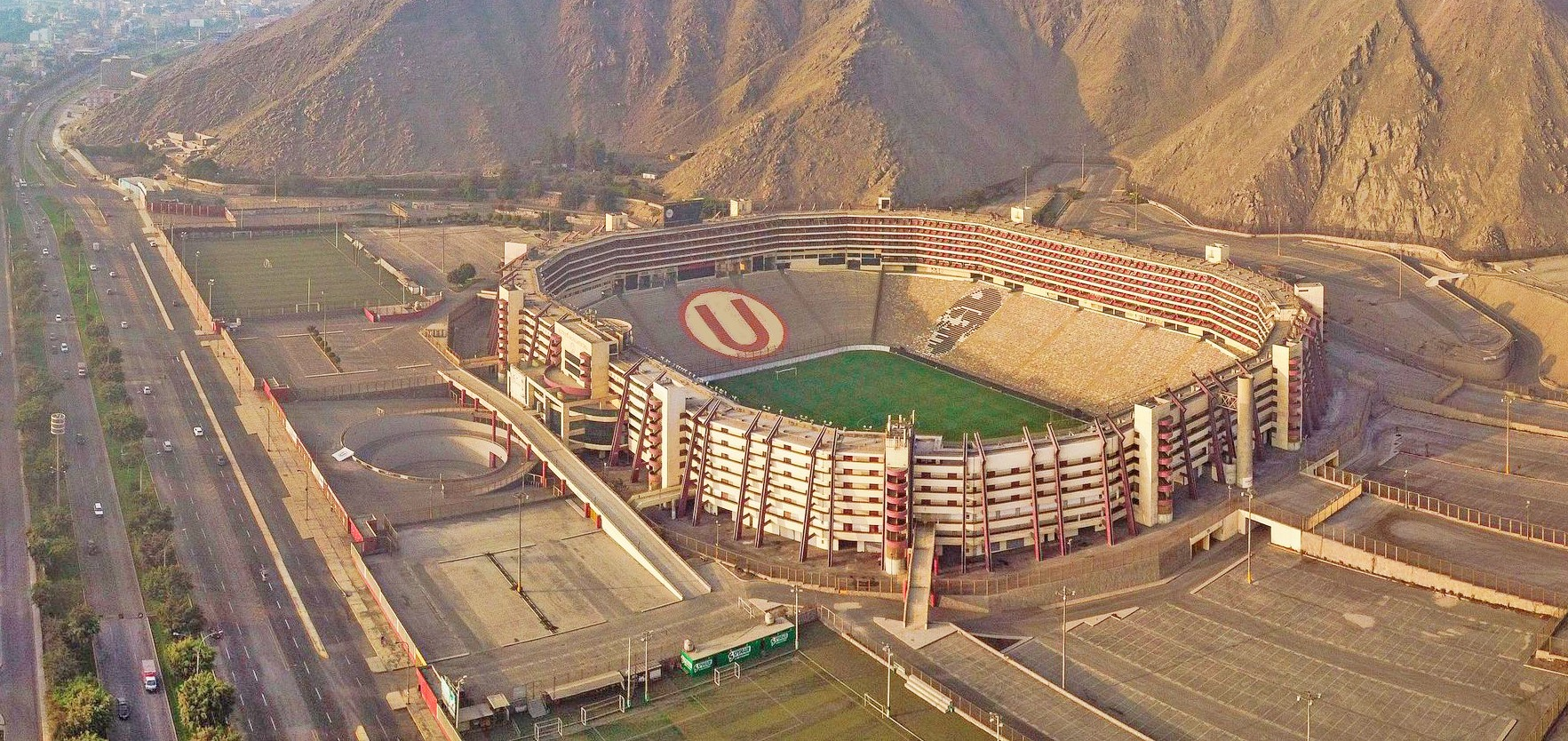
Estadio Monumental U. El estadio más grande del Perú

El fútbol en el Perú es el deporte más popular. Fue introducido en segunda mitad del siglo XIX, probablemente por inmigrantes británicos residentes en el país, por marineros ingleses de paso por el puerto del Callao, o por jóvenes aristócratas peruanos estudiantes o egresados de las escuelas y universidades del Reino Unido. Su desarrollo futbolístico lo sitúa en la segunda línea mundial histórica.
El máximo rector del fútbol en el Perú es la Federación Peruana de Fútbol.

## Historia
Según el historiador Jorge Basadre, el primer registro de un partido de fútbol en el Perú, corresponde al domingo 7 de agosto de 1892, fecha en la cual, ingleses y peruanos jugaron representando tanto al Callao como a Lima. El club Lima Cricket and Lawn Tennis (primer culub en el Perú) organizó encuentros futbolísticos en el campo Santa Sofía de su propiedad. Durante la guerra del Pacífico, la destrucción de varias ciudades costeras, incluyendo Lima, detuvieron por un tiempo la difusión de este y otros deportes en el Perú.

### Eraamateur

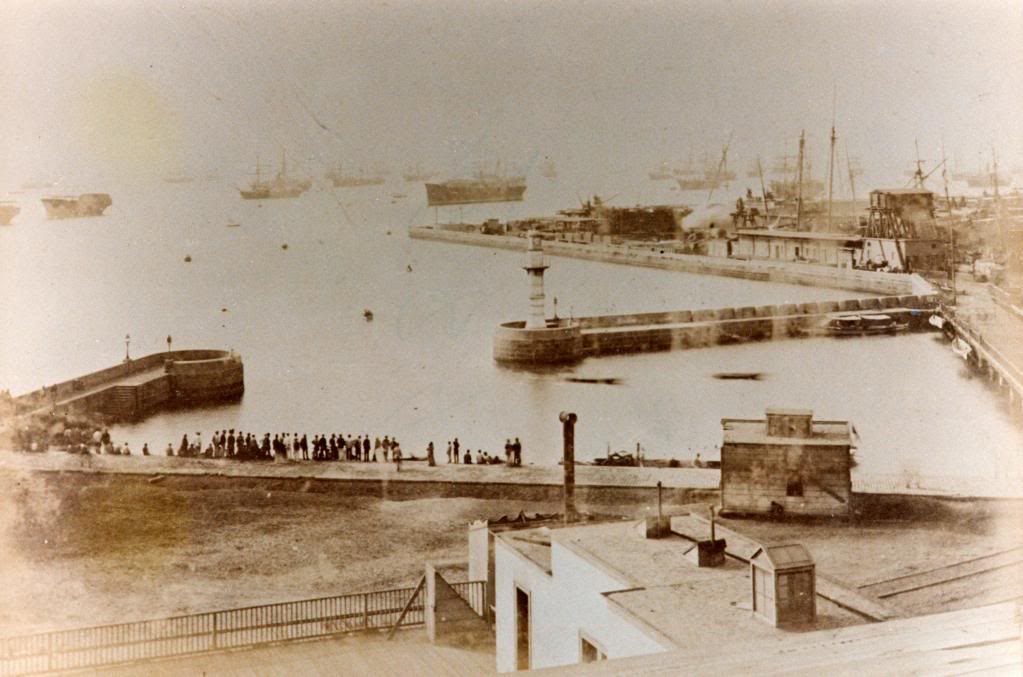
Vista del puerto del Callao, frecuentado por marinos ingleses, a finales del.

El club deportivo Lima Cricket and Lawn Tennis, organizó entre sus socios -inmigrantes y trabajadores ingleses- los primeros campeonatos en 1885 y en 1888. En diciembre de 1893, un grupo de jóvenes peruanos fundaron el «Unión Cricket» para la práctica de tenis y críquet, que sin embargo, se convertiría en el primer club nacional en practicar el fútbol. El 22 de diciembre de 1896, se funda el Unión Ciclista Lima, otro equipo inicialmente creado para practicar un deporte distinto (ciclismo).
El 20 de mayo de 1897, alumnos de diversos colegios de Lima (Labarthe, Guadalupe y el Convictorio Peruano) fundan el Association Foot Ball Club, primer club fundado expresamente para la práctica del balompié (que luego se fusionaría con el Ciclista Lima). En 1899, el Callao ve nacer a su primer club futbolístico, el Atlético Chalaco.
A principios del siglo XX, varias ciudades peruanas desarrollaron sus propios clubes de fútbol y ligas. Entre los que destacan, Alianza Lima (Lima, 1901), Cienciano (Cusco, 1901), Athletic Club José Pardo (Iquitos 1906), FBC Melgar (Arequipa, 1915), el Circolo Sportivo Italiano (Lima, 1917), Atlético Grau (Piura, 1919), Alianza Atlético (Sullana, 1920), Universitario de Deportes (Lima, 1924), Juan Aurich (Chiclayo 1924) Sport Boys (Callao, 1927), y Coronel Bolognesi (Tacna, 1929).
A pesar de que el fútbol creció rápidamente en el resto del país, la liga amateur más importante, denominada Liga Peruana de Fútbol (creada en 1912) únicamente tomó en cuenta a los equipos limeños y chalacos. Sin embargo, ante la falta de una organización central que reglamente y supervise el desarrollo del deporte, a menudo surgían disputas entre los equipos, y tal situación con el tiempo degeneró en un conflicto, que llevó a la creación de la Federación Peruana de Fútbol en 1922, y de un nuevo torneo en 1926, bajo el control de dicha organización.

#### Lista de primeros partidos
La siguiente lista es sobre los primeros partidos amistosos conocidos por publicaciones de los diarios de la época.
| Año  | Club             | Resultado | Club             | Lugar               |
| ---- | ---------------- | --------- | ---------------- | ------------------- |
| 1895 | Lima Cricket     | 1–0       | Unión Cricket    | Campo Santa Sofía   |
| 1897 | Lima Cricket     | 3–1       | Unión Cricket    | Campo Santa Sofía   |
| 1899 | Lima Cricket     | 0–2       | Unión Cricket    | Campo Santa Sofía   |
| 1902 | Atlético Chalaco | 0–1       | Sport Victoria   | Pampa del Mar Bravo |
| 1908 | Lima Cricket     | 3–1       | Unión Cricket    | Campo Santa Sofía   |
| 1908 | Lima Cricket     | 4–1       | Unión Cricket    | Campo Santa Sofía   |
| 1908 | Atlético Chalaco | 1–0       | Association FBC  | Pampa del Mar Bravo |
| 1909 | Lima Cricket     | 2–0       | Unión Cricket    | Campo Santa Sofía   |
| 1909 | Unión Cricket    | 1–0       | Atlético Chalaco | Campo Santa Beatriz |
| 1910 | Sport Alianza    | 2–0       | Sport Lima       | Campo Manzanilla    |

### Era profesional

Arquero rumano frente al delantero peruano Lores, durante el encuentro en la Copa Mundial de 1930.

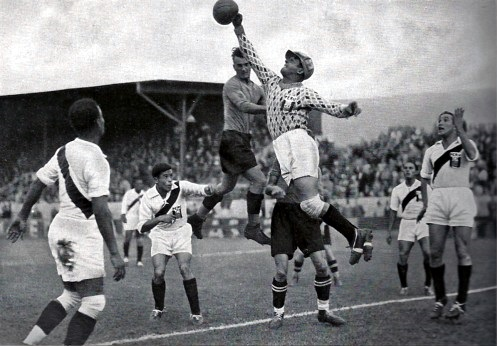
Arquero Juan "el mago" Valdivieso, durante el partido entre Austria y Perú en 1936.

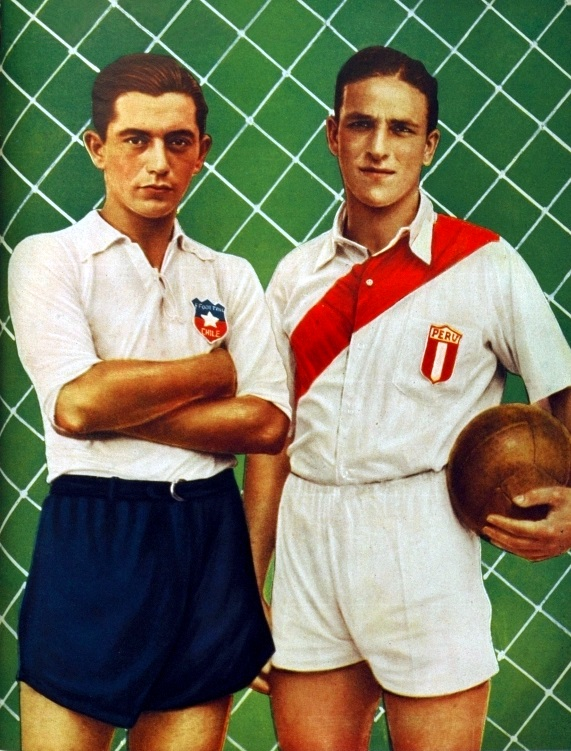
Lolo Fernández, siete veces máximo goleador del Campeonato Peruano, junto al delantero chileno Raúl Toro.

En 1925, la Federación Peruana de Fútbol se unió a la Confederación Sudamericana de Fútbol (CONMEBOL), no obstante, el re-estructuramiento de la liga peruana impidió la creación de un equipo de fútbol nacional que estuviera en condiciones de participar en el Campeonato Sudamericano de 1925 o en el Campeonato de 1926.
Durante la década de los años 1920 y 1930, los clubes peruanos hicieron una serie de giras internacionales, debido a la alta demanda de la habilidad de sus jugadores a través de América del Sur, visitando lugares como Colombia, Venezuela y Chile.
Para el año 1929, el Perú ya contaba con un equipo nacional, compuesto por los mejores jugadores de la liga local, con el cual concurrió al Campeonato Sudamericano de 1929. Desde el principio hubo una gran desunión, debida en parte al hecho que en su mayoría estaba integrado por jugadores de clubes rivales como Alianza Lima y Universitario de Deportes. Los "Aliancistas" tenían mayor lealtad a su equipo que a la selección nacional, y cuando se sintieron relegados del resto del grupo, renunciaron a la selección nacional. Lo que quedó del equipo, jugó contra las selecciones de Uruguay y Argentina (primer y segundo lugares en los Juegos Olímpicos de Ámsterdam de 1928), perdiendo todos los partidos. La Federación de Fútbol ofreció reincorporar a los jugadores de Alianza, llegando a un acuerdo con dicho club para que pudieran participar en la Copa Mundial de Fútbol de 1930.
La Copa Mundial de 1930 era una experiencia interesante para todos los equipos participantes. Esta primera presentación peruana contra la Selección de Rumania estuvo plagada de problemas: el zaguero derecho de la selección peruana Mario de las Casas, chocó contra el delantero rumano Adalbert Steiner, fracturándole la pierna. A los 56 minutos, ocurrió un enfrentamiento entre los jugadores de ambas selecciones, el cual produjo la primera expulsión en la historia de las Copas mundiales, cuando el capitán peruano Plácido Galindo cometió falta contra el delantero rumano László Raffinsky, saliendo expulsado del juego. Luego tocaría jugar contra Uruguay en un partido que inauguró el Estadio Centenario, cuyo resultado fue favorable a los dueños de casa.
En los Juegos Olímpicos de Berlín 1936, realizados durante el gobierno de Adolfo Hitler, el Perú demostró cuánto había mejorado desde 1930. En esta oportunidad la selección peruana contaba con las figuras de Lolo Fernández y Alejandro Villanueva. El país andino empezó derrotando a Finlandia por 7 goles contra 3. En cuartos de final, vencieron a Austria en un partido muy controvertido, y el juego se fue a tiempo extra cuando los peruanos sacaban ventaja a los austriacos después de haber anotado dos goles. El Perú marcó 5 goles durante el tiempo extra, de los cuales 3 fueron anuladas por el árbitro, ganando finalmente por 4 a 2. Los austriacos exigieron una revancha con el argumento de que los aficionados peruanos habían invadido el campo y maltratado a los jugadores austriacos. La defensa peruana nunca fue escuchada, y el Comité Olímpico y la FIFA favorecieron a los austriacos. La revancha fue programada para ser realizada en cancha cerrada, para el 10 de agosto, y luego reprogramada para ser efectuada el 11 de agosto. Como señal de protesta contra estas acciones, que los peruanos consideraron como insultantes y discriminatorias, las delegaciones Olímpicas del Perú y Colombia dejaron Alemania. Las delegaciones de Argentina, Chile, Uruguay y México expresaron su solidaridad con el Perú.
En 1938, el Perú obtuvo su primer título internacional durante los Juegos Bolivarianos, luego de vencer a las selecciones de Bolivia, Ecuador, Colombia y Venezuela.
En 1939, el equipo peruano ganó por primera vez el Campeonato Sudamericano (más tarde llamado Copa América). En esta oportunidad, los peruanos vencieron a Uruguay (2-1), a Paraguay (3-0), Chile (3-1) y a Ecuador (5-2), teniendo como máximo goleador a Teodoro "Lolo" Fernández con siete tantos.
Debido a una serie de problemas internos, los años posteriores a esta primera generación de oro nacional no implicaron grandes logros para el fútbol peruano, a excepción de una medalla de oro (1947-1948) y otra de bronce en los Juegos Bolivarianos, y un par de terceros lugares en la Copa América de 1949 y 1955.
Localmente, los campeonatos organizados por la Federación Peruana de Fútbol tuvieron vigencia hasta 1940, año en que se creó la Asociación No Amateur (A.N.A.). A partir de ese momento la Asociación No Amateur se encargó de organizar el campeonato peruano, que cambió su nombre a Campeonato de Selección y Competencia.
La participación de equipos peruanos en torneos internacionales oficiales, comenzó en 1948 con la participación del Deportivo Municipal en el Campeonato Sudamericano de Campeones, trofeo reconocido en 1996 como la primera copa organizada por la Confederación Sudamericana de Fútbol. Luego de este certamen, la disputa de los torneos internacionales oficiales fue interrumpida hasta 1960, cuando los equipos sudamericanos comenzaron a participar en la Copa Libertadores de América.
Durante la década de 1960, la selección peruana comenzó a mostrar signos de mejoría al clasificarse para los Juegos Olímpicos de 1960 celebrados en Roma. Aunque el equipo solo pudo ser capaz de vencer a la Selección de fútbol de la India, terminó perdiendo ante Francia y Hungría. En 1961, la selección campeonó una vez más en los Juegos Bolivarianos de Barranquilla.
En 1967, se disputó la primera Copa Perú. Este torneo es un campeonato promocional del balompié peruano, en el cual participan varios equipos de todo el país con la finalidad de lograr el ascenso a las divisiones profesionales.

### Generación de oro

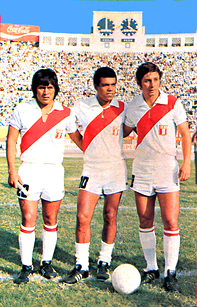
De derecha a izquierda: Hugo Sotil, Teófilo Cubillas y Roberto Chale (1973).

Durante la década de 1970, la selección peruana clasificó al Mundial México 1970, integrando el Grupo D, junto con las selecciones de Alemania Federal, Bulgaria y Marruecos. Perú logró clasificarse para los cuartos de final, gracias a las anotaciones de Alberto Gallardo, Héctor Chumpitaz, Teófilo Cubillas y Roberto Chale, sin embargo fue eliminado por Brasil en esta fase, que finalmente resultó campeón del torneo. Se puede decir que esta Generación de Oro del futbol peruano, está constituida de los jugadores que formaron la selección de Perú en la Copa Mundial de Fútbol de 1970.
Aunque la selección no pudo clasificar al Mundial Alemania 1974, en 1975 campeonó en la Copa América 1975 y Teófilo Cubillas fue elegido como el mejor futbolista del campeonato.
El Perú logra una vez más clasificar al Mundial Argentina 1978, formando parte del Grupo 4. En el primer encuentro, venció a Escocia por 3:1, el segundo encuentro fue un empate a cero goles ante los Países Bajos y finalmente venció por 4:1 a la selección de Irán, que participaba por primera vez en un mundial de fútbol. Ya en la segunda fase el combinado peruano integró el grupo 2, pero perdió todos los partidos jugados contra Brasil, Polonia y Argentina (6:0).

### Época moderna
En 1981, la selección peruana ocupó el tercer puesto en las eliminatorias para la Copa Mundial de Fútbol de 1982, Durante este Mundial integró el Grupo A junto con Italia, Camerún y Polonia. Obtuvo dos empates y una derrota contra Polonia (5:1), quedando relegada al último lugar sin posibilidad de ingresar a la siguiente fase del torneo.
El 8 de diciembre de 1987, un avión Fokker que transportaba a los jugadores del club Alianza Lima se estrelló en el mar frente al Callao (véase Tragedia aérea del Club Alianza Lima) falleciendo todos sus ocupantes, excepto el piloto. Este terrible desastre aplastó aún más las esperanzas para el equipo, pues varios buenos prospectos para la selección nacional se perdieron. Aunque todavía había otros jugadores notables como Julio César Uribe, Nolberto Solano y José del Solar, el plantel ya no era el "Equipo de oro" de los años 70. En términos de la Copa América, el equipo solamente podía llegar hasta los cuartos de final antes de ser eliminado. Mientras tanto, en las eliminatorias de la Copa del Mundo, el equipo no pudo siquiera acercarse a otro torneo de la FIFA hasta 1998, pero ese sueño también se vio frustrado por una diferencia de goles con Chile. El único título importante que ganó el equipo durante estos años fue la Copa Kirin (1999), donde compartieron el primer lugar con Bélgica.
Para comienzos del siglo XXI, a pesar de que la selección nacional estuvo en los últimos lugares en las competencias sudamericanas entre 1989 y 1993, el equipo comenzó a conseguir nuevos jugadores jóvenes. A medida que los años continuaron, el balompié peruano comenzó a dar muestras de vitalidad una vez que los equipos locales de la liga comenzaron a jugar mejor en las competiciones internacionales. Sin embargo, los resultados fueron aún muy similares para el equipo peruano en términos de la Copa América y los Eliminatorias de la Copa Mundial de la FIFA. Jóvenes figuras como Jefferson Farfán y José Paolo Guerrero, dieron nuevas esperanzas a los fanáticos de que las cosas mejorarían, sin embargo, las posibilidades que el Perú asegure un puesto en la Conmebol para la Copa Mundial de la FIFA 2010 desaparecieron por completo desde que el equipo cayó al fondo de la tabla clasificatoria.
A pesar de los resultados adversos, el Perú campeonó en la Copa Oro de la Concacaf (2000) y en la Copa Kirin de 2005. En 2007, la Selección Sub-17 logró clasificarse a los cuartos de final, tras vencer a Bolivia y Brasil. Finalmente ocuparon la cuarta posición del campeonato.
En 2011, el Perú ganó una vez más la Copa Kirin y obtuvo el tercer lugar en la Copa América 2011. A principios de 2015, el empresario Edwin Oviedo fue nombrado presidente de FPF, sucediendo a Manuel Burga, quien dos años más tarde enfrentaba cargos de extorsión, fraude electrónico y lavado de dinero en un juicio por corrupción en los Estados Unidos. El nuevo liderazgo de la FPF designó al argentino Ricardo Gareca como entrenador de la selección peruana en marzo de 2015. Después de dirigir a la selección en un tercer lugar en la Copa América 2015 y en los cuartos de final de la Copa América Centenario, Gareca consiguió clasificar al Perú para la Copa Mundial Rusia 2018 luego de 36 años. Perú fue ubicado en el grupo C, con las selecciones de Francia, Australia y Dinamarca. Perú perdió por 1-0 ante la selección de Dinamarca, tras un fallido penal de Christian Cueva, y luego cayó derrotado por 1-0 frente a la selección de Francia. Sin embargo, logró revitalizarse y ganó por 2-0 a la selección de Australia, con goles de André Carrillo y Paolo Guerrero, sin embargo, a pesar del triunfo ante Australia, consumó su eliminación del mundial de Rusia.
En 2019, la selección participó en la Copa América Brasil 2019, derrotando en los penales a Uruguay por 5-4, y venciendo a Chile por 3-0, clasificando después de 44 años a una final de un torneo de fútbol sudamericano. Sin embargo, en la final de la Copa América, Perú cayó ante Brasil por 3-1, resultando subcampeones del torneo, y Paolo Guerrero fue elegido el mejor goleador de la Copa América.

## Fútbol de clubes

### Competiciones nacionales de clubes

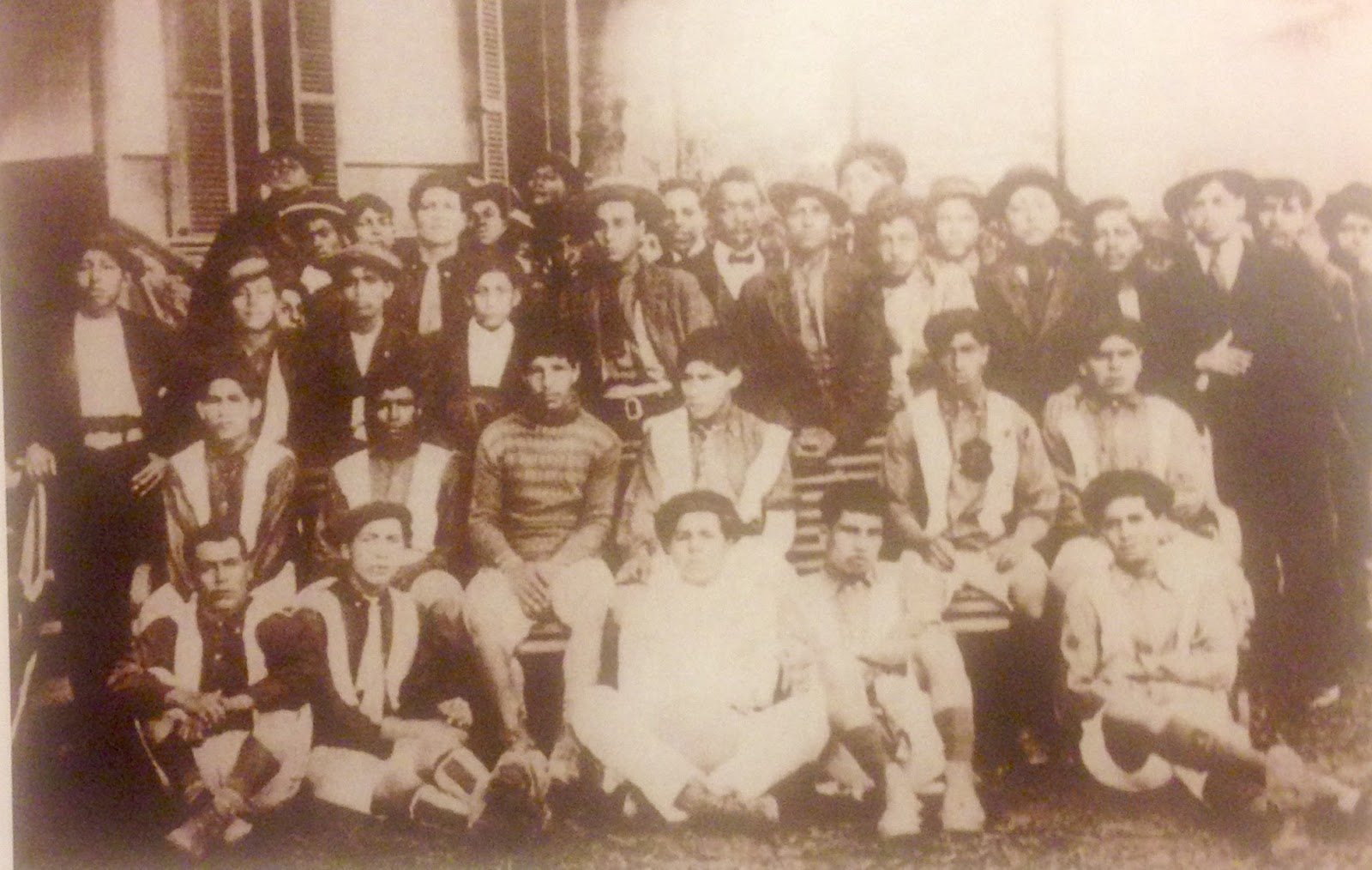
Fundación del Club Alianza Lima (1901).

Los campeonatos nacionales de fútbol son organizados por la Federación Peruana de Fútbol (FPF), afiliada desde 1925 a la Confederación Sudamericana de Fútbol (CONMEBOL).

#### Primera División
Entre 1912 y 1921, se jugó la Liga Peruana de Fútbol, conformada por equipos limeños y chalacos. En 1926 y 1927 se realizaron sendos campeonatos auspiciados por la Federación, los cuales no se desarrollaron en su totalidad de partidos y se declararon los campeones según la tabla de posiciones vigente. En 1928 la Federación Peruana de Fútbol organiza el primer torneo que se desarrolló completamente en el fútbol peruano, pero no sería sino hasta 1951 cuando el campeonato se adecuó a los lineamientos mundiales, sin embargo, en esta oportunidad tampoco participaron los clubes de provincia (con excepción del Callao). La marcha del certamen estuvo organizada por la Asociación Central de Fútbol (ACF).
En 1966 se dio inicio al Campeonato Descentralizado, el cual se desarrolló hasta la edición de 2018. Ese año, se incluyó a cuatro equipos provincianos invitados. El sistema empleado para dicha competición premiaba a los clubes que se ubicaran en los dos primeros puestos con la clasificación a la Copa Libertadores de 1967, mientras que los equipos de provincia debían ubicarse entre los siete primeros (o de la mitad de la tabla para arriba) para poder mantenerse en la Primera División, de lo contrario perderían la categoría.
Desde el 2019 se juega la Liga 1.
| Club                                               | Títulos | Campeonatos Obtenidos |
| -------------------------------------------------- | ------- | --- |
| Club Universitario de Deportes                     | 27      | 1929, 1934, 1939, 1941, 1945, 1946, 1949, 1959, 1960, 1964, 1966, 1967, 1969, 1971, 1974, 1982, 1985, 1987, 1990, 1992, 1993, 1998, 1999, 2000, 2009, 2013, 2023 |
| Club Alianza Lima                                  | 25      | 1918, 1919, 1927, 1928, 1931, 1932, 1933, 1948, 1952, 1954, 1955, 1962, 1963, 1965, 1975, 1977, 1978, 1997, 2001, 2003, 2004, 2006, 2017, 2021, 2022             |
| Club Sporting Cristal                              | 20      | 1956, 1961, 1968, 1970, 1972, 1979, 1980, 1983, 1988, 1991, 1994, 1995, 1996, 2002, 2005, 2012, 2014, 2016, 2018, 2020                                           |
| Sport Boys Association                             | 6       | 1935, 1937, 1942, 1951, 1958, 1984 |
| Club Centro Deportivo Municipal                    | 4       | 1938, 1940, 1943, 1950 |
| Club Deportivo Universidad de San Martín de Porres | 3       | 2007, 2008, 2010 |
| Lima Cricket and Football Club                     | 2       | 1912, 1914 |
| Sport José Gálvez (d)                              | 2       | 1915, 1916 |
| Club Sport Progreso (d)                            | 2       | 1921, 1926 |
| Club Atlético Chalaco                              | 2       | 1930, 1947 |
| Club Mariscal Sucre de Deportes (d)                | 2       | 1944, 1953 |
| Club Sport Unión Huaral                            | 2       | 1976, 1989 |
| Foot Ball Club Melgar                              | 2       | 1981, 2015 |
| Club Jorge Chávez Nr. 1 (d)                        | 1       | 1913 |
| Sport Juan Bielovucic (d)                          | 1       | 1917 |
| Centro Sport Inca (d)                              | 1       | 1920 |
| Club Centro Iqueño                                 | 1       | 1957 |
| Club Atlético Defensor Lima                        | 1       | 1973 |
| Asociación Deportiva San Agustín                   | 1       | 1986 |
| Club Juan Aurich                                   | 1       | 2011 |
| Deportivo Binacional                               | 1       | 2019 |

(d): Equipo desaparecido.

#### Segunda División
Es el campeonato de segunda categoría del balompié profesional peruano, organizado por la Asociación Deportiva de Fútbol Profesional - Segunda División (ADFP-SD), perteneciente a la Federación Peruana de Fútbol. Este certamen otorga un ascenso a la Primera División, y por contraparte, el último equipo de la tabla de posiciones final, desciende a la Copa Perú.
Desde su fundación en 1943, el torneo fue llamado Segunda División de Lima, en 1988 pasó a llamarse Segunda División Profesional y desde 2006 Segunda División Nacional ya que se decidió descentralizar el torneo (hasta entonces reservado para equipos del departamento de Lima y la provincia Constitucional del Callao), el campeonato se empezó a jugar entre clubes de diferentes departamentos del Perú.
| Títulos   | Clubes |
| --------- | --- |
| 4 títulos | Club Sport Unión Huaral |
| 3 títulos | Club Ciclista Lima Association, Club Unión Callao de Deportes, Club Carlos Concha, Club Mariscal Sucre de Deportes, Club Centro Deportivo Municipal, Unión González Prada, Circolo Sportivo Guardia Republicana, Sport Boys Association |
| 2 títulos | Club Atlético Telmo Carbajo, Club Sportivo Jorge Chávez, Porvenir Miraflores, Club Atlético Defensor Lima, KDT Nacional Sporting Club, Club Deportivo Servicios Industriales de la Marina, Club Hijos de Yurimaguas, Asociación Deportiva Alcides Vigo, Olímpico Aurora Miraflores, Universidad César Vallejo Club de Fútbol, Club Deportivo Comerciantes Unidos |
| 1 título  | Club Social Cultural Deportivo Santiago Barranco, Club Centro Iqueño, Association Chorrillos, Club Mariscal Castilla, Unión América, Club Defensor Arica, Atlético Deportivo Olímpico, Club Atlético Chalaco, Compañía Peruana de Teléfonos, Club Sport Juventud La Palma, Asociación Deportiva San Agustín, Circolo Sportivo Internazionale San Borja, Club Deportivo Asociación Estadio La Unión, Club Estudiantes Lau Chun, Lawn Tennis Fútbol Club, Club Deportivo U América, Club Deportivo Coopsol (Deportivo Aviación), Club Sport Coopsol, Total Chalaco Fútbol Club (Total Clean), Club Deportivo Cobresol FBC, José Gálvez Foot Ball Club, Club Deportivo Pacífico FC, Centro Cultural Deportivo Los Caimanes, Academia Deportiva Cantolao, Club Cienciano, Club Alianza Atlético Sullana, Club Atlético Grau, Cusco Fútbol Club |

#### Copa Perú
La «Copa Perú» es un campeonato promocional de fútbol peruano en el que participan varios equipos de todo el país con la finalidad de lograr el ascenso a la Segunda División.
Actualmente, el equipo con más títulos en la «Copa Perú» es el Club Atlético Torino de Talara, con cinco campeonatos en su haber (1970, 1975, 1977, 1982, 1994).
La Copa Perú , también conocido como el "fútbol macho" promovido por el fútbol peruano , empezó con una idea de emular los torneos descentralizados en aquella época en Italia y Francia fue instaurada en 1967 fue un proyecto de Victor Nagaro Bianchi como jefe del consejo nacional del deporte lo que hoy es el instituto peruano del deporte (IPD). El ascenso a la segunda división estuvo por varios años sólo abierto a equipos del departamentos de Lima o provincia constitucional del Callao, en 1998 se introdujo un gran cambio: Los 24 departamentos fueron agrupados en 8 regiones cuyos campeones clasificaban para la Ronda Final. Esta ronda era jugada con partidos de ida y vuelta y el ganador ascendía a la primera división del Perú

### Competiciones internacionales de clubes

#### En campeonatos desaparecidos
| Año  | Campeonato                           | Clubes                          | Puesto        |
| ---- | ------------------------------------ | ------------------------------- | ------------- |
| 1948 | Campeonato Sudamericano de Campeones | Club Centro Deportivo Municipal | Cuarto puesto |
| 1997 | Copa Conmebol 1997                   | Club Universitario de Deportes  | Semifinal     |
| 1999 | Copa Merconorte 1999                 | Club Alianza Lima               | Semifinal     |

#### En campeonatos vigentes
| Año  | Campeonato                       | Clubes                         | Puesto       |
| ---- | -------------------------------- | ------------------------------ | ------------ |
| 1967 | Copa Libertadores 1967           | Club Universitario de Deportes | Semifinal    |
| 1971 | Copa Libertadores 1971           | Club Universitario de Deportes | Semifinal    |
| 1972 | Copa Libertadores 1972           | Club Universitario de Deportes | Subcampeón   |
| 1974 | Copa Libertadores 1974           | Club Atlético Defensor Lima    | Semifinal    |
| 1975 | Copa Libertadores 1975           | Club Universitario de Deportes | Semifinal    |
| 1976 | Copa Libertadores 1976           | Alianza Lima                   | Semifinal    |
| 1978 | Copa Libertadores 1978           | Alianza Lima                   | Semifinal    |
| 1997 | Copa Libertadores 1997           | Sporting Cristal               | Subcampeón   |
| 2003 | Copa Sudamericana 2003           | Cienciano                      | Campeón      |
| 2004 | Recopa Sudamericana 2004         | Club Sportivo Cienciano        | Campeón      |
| 2011 | Copa Libertadores Sub-20 de 2011 | Club Alianza Lima              | Cuarto lugar |
| 2011 | Copa Libertadores Sub-20 de 2011 | Club Universitario de Deportes | Campeón      |
| 2022 | Copa Sudamericana 2022           | FBC Melgar                     | Semifinal    |

## Clásicos del fútbol peruano
El fútbol en el Perú es el deporte más popular, lo cual da lugar a que los clásicos sean seguidos con gran interés, generando rivalidades e incluso violencia entre las barras bravas de los clubes. El primer clásico peruano, se jugó entre el Lima Cricket and Football Club y Club Ciclista Lima Association, a inicios del siglo XX.
Entre los clásicos más importantes tenemos a los siguientes:
- El Superclásico del fútbol peruano: Alianza Lima y Universitario de Deportes.
- El Universitario - Cristal: Sporting Cristal y Universitario de Deportes
- El Alianza - Cristal: Alianza Lima y Sporting Cristal.
- El Clásico Moderno: Universitario de Deportes y Club Centro Deportivo Municipal
- El Clásico Porteño: Atlético Chalaco y Sport Boys.
- El Clásico Lima-Callao: Alianza Lima y Atlético Chalaco.
- El Clásico Lima-Callao: Alianza Lima y Sport Boys.
- El Clásico del Sur Peruano: FBC Melgar y el Cienciano
- El Clásico del Norte Peruano: Juan Aurich de (Chiclayo) y el Carlos A. Mannucci.

Otros clásicos relevantes de provincia son:
- Clásico Ancashino: José Gálvez y Sport Ancash.
- Clásico Arequipeño: FBC Aurora y FBC Melgar.
- Clásico Cuzqueño: Cienciano y el Club Deportivo Garcilaso.
- Clásico Trujillano: Alfonso Ugarte de Chiclín y Carlos A. Mannucci.
- Clásico Tacneño: CD Coronel Bolognesi y CD Alfonso Ugarte de Tacna.

## Fútbol de selección
La Selección Peruana de fútbol representa al país en las competiciones internacionales. Su organización está a cargo de la Federación Peruana de Fútbol, que es miembro de la Confederación Sudamericana de Fútbol. Su debut se produjo el 1 de noviembre de 1927 ante la selección de Uruguay en el Campeonato Sudamericano de aquel año.

### Participaciones en Copas Mundiales
1. Uruguay 1930 (10° lugar).
2. México 1970 (7° lugar): Premio al juego limpio.[60]
3. Argentina 1978 (8° lugar).
4. España 1982 (20° lugar).
5. Rusia 2018 (20° lugar).

### Participaciones en Juegos Olímpicos
1. Berlín 1936 (retirado).
2. Roma 1960 (11° lugar).

### Participaciones en Copas Mundiales Sub-17
- Copa Mundial Sub-17 Perú 2005: (13° lugar).
- Copa Mundial Sub-17 Corea del Sur 2007: (8° lugar).[61]

| Año  | Campeonato                                     | Puesto                                 |
| ---- | ---------------------------------------------- | -------------------------------------- |
| 1927 | Campeonato Sudamericano de 1927 (Copa América) | Tercer lugar                           |
| 1929 | Campeonato Sudamericano de 1929 (Copa América) | Cuarto lugar                           |
| 1935 | Campeonato Sudamericano de 1935 (Copa América) | Tercer lugar                           |
| 1938 | Juegos Bolivarianos de 1938                    | Medalla de oro                         |
| 1939 | Campeonato Sudamericano de 1939 (Copa América) | Campeón                                |
| 1941 | Campeonato Sudamericano de 1941 (Copa América) | Cuarto lugar                           |
| 1947 | Juegos Bolivarianos de 1947                    | Medalla de oro                         |
| 1949 | Campeonato Sudamericano de 1949 (Copa América) | Tercer lugar                           |
| 1951 | Juegos Bolivarianos de 1951                    | Medalla de bronce                      |
| 1955 | Campeonato Sudamericano de 1955 (Copa América) | Tercer lugar                           |
| 1957 | Campeonato Sudamericano de 1957 (Copa América) | Cuarto lugar                           |
| 1959 | Campeonato Sudamericano de 1959 (Copa América) | Cuarto lugar                           |
| 1975 | Copa América 1975                              | Campeón                                |
| 1961 | Juegos Bolivarianos de 1961                    | Medalla de oro                         |
| 1973 | Juegos Bolivarianos de 1973                    | Medalla de oro                         |
| 1977 | Juegos Bolivarianos de 1977                    | Medalla de bronce                      |
| 1979 | Copa América 1979                              | Tercer lugar (compartido con Brasil)   |
| 1981 | Juegos Bolivarianos de 1981                    | Medalla de oro                         |
| 1983 | Copa América 1983                              | Tercer lugar (compartido con Paraguay) |
| 1985 | Juegos Bolivarianos de 1985                    | Medalla de bronce                      |
| 1997 | Copa América 1997                              | Cuarto lugar                           |
| 2011 | Copa América 2011                              | Tercer lugar                           |
| 2015 | Copa América 2015                              | Tercer lugar                           |
| 2019 | Copa América 2019                              | Subcampeón                             |
| 2021 | Copa América 2021                              | Cuarto lugar                           |

| Año  | Campeonato                                     | Puesto             |
| ---- | ---------------------------------------------- | ------------------ |
| 1960 | Torneo Preolímpico Sudamericano Sub-23 de 1960 | Subcampeón         |
| 1964 | Torneo Preolímpico Sudamericano Sub-23 de 1964 | Tercer lugar       |
| 1972 | Torneo Preolímpico Sudamericano Sub-23 de 1972 | Cuarto lugar       |
| 1980 | Torneo Preolímpico Sudamericano Sub-23 de 1980 | Tercer lugar       |
| 1982 | Juegos Suramericanos de 1982                   | Medalla de bronce  |
| 1990 | Juegos Suramericanos de 1990                   | Medalla de oro     |
| 1994 | Juegos Suramericanos de 1994                   | Medalla de bronce. |
| 1997 | Juegos Bolivarianos de 1997                    | Medalla de plata   |
| 2001 | Juegos Bolivarianos de 2001                    | Medalla de oro     |
| 2013 | Juegos Bolivarianos de 2013                    | Medalla de bronce  |
| 2013 | Campeonato Sudamericano Sub-15 de 2013         | Campeón            |
| 2014 | Juegos Olímpicos de la Juventud 2014           | Medalla de oro     |

## Jugadores de la Selección

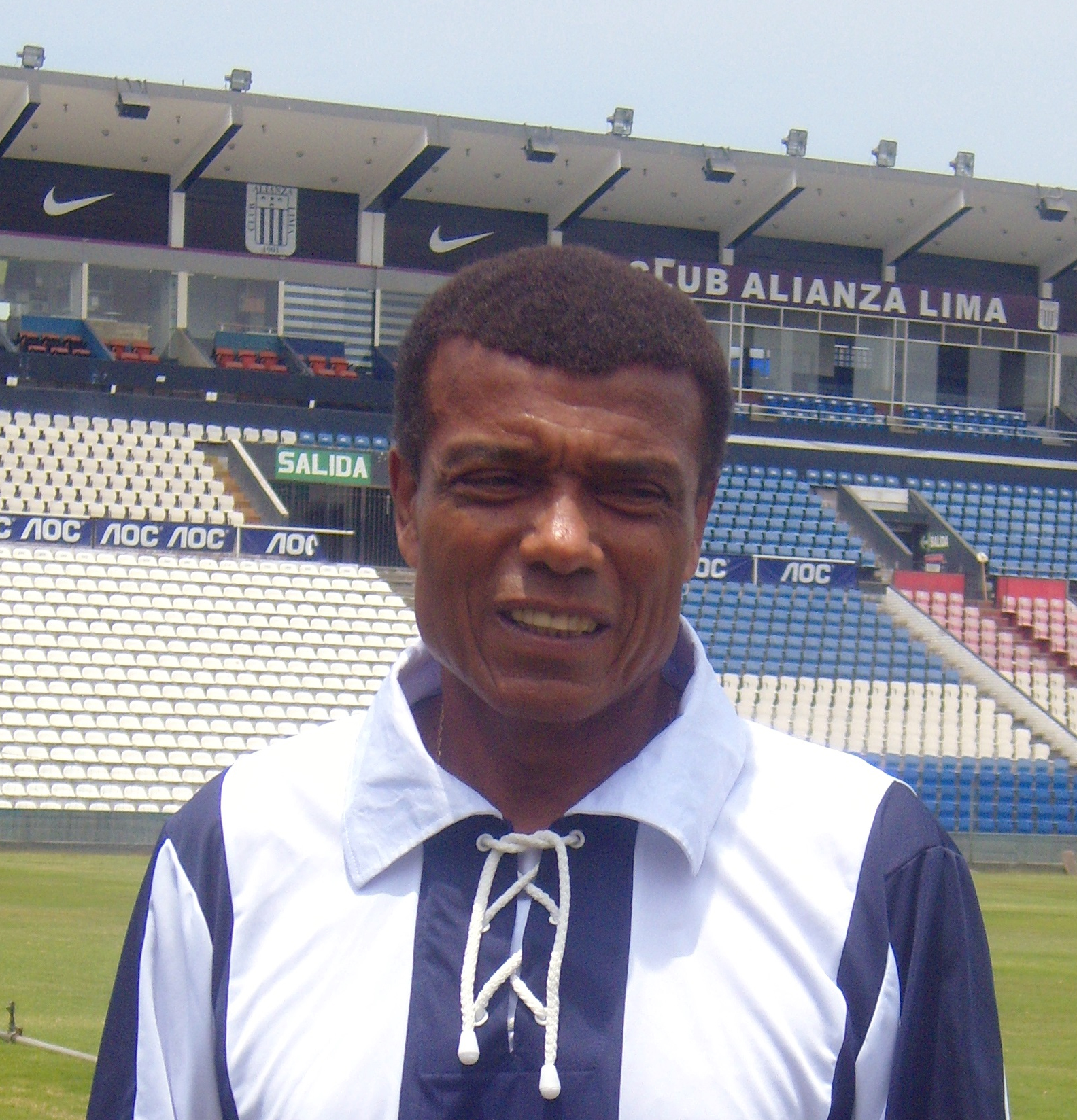
El "Nene" Cubillas también es el duodécimo goleador en la historia de la Copa Mundial de Fútbol.

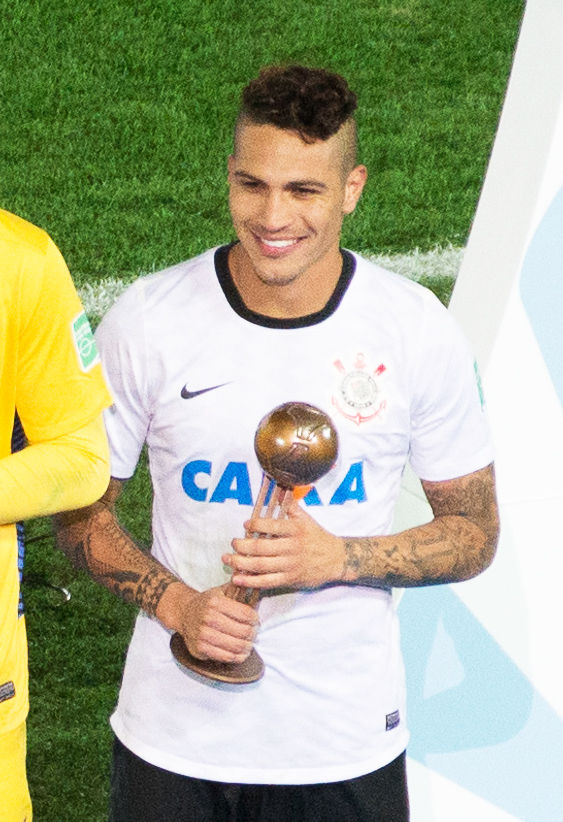
Paolo Guerrero, ha conseguido dos bronces en la Copa América 2011 y 2015 logrando también ser el máximo goleador de estas dos ediciones, además fue Plata en la Copa América Brasil 2019, igualando en goles al goleador del torneo.

### Mayores participaciones
- Actualizado al partido Perú - Ecuador (1 de febrero de 2022).

| #  | Jugador          | Período   | Partidos | Goles | Campeonatos | Logros |
| -- | ---------------- | --------- | -------- | ----- | ----------- | ------ |
| 1  | Roberto Palacios | 1992-2012 | 128      | 19    |             |        |
| 2  | Yoshimar Yotún   | 2011-act  | 117      | 7     |             |        |
| 3  | Paolo Guerrero   | 2004-act. | 107      | 39    |             |        |
| 4  | Héctor Chumpitaz | 1965-1981 | 105      | 3     |             |        |
| 5  | Luis Advíncula   | 2010-act  | 105      | 2     |             |        |
| 6  | Jefferson Farfán | 2004-2022 | 102      | 27    |             |        |
| 7  | Jorge Soto       | 1992-2005 | 101      | 9     |             |        |
| 8  | Juan Jayo        | 1994-2008 | 97       | 1     |             |        |
| 9  | Nolberto Solano  | 1994-2009 | 95       | 20    |             |        |
| 10 | Christian Ramos  | 2009-act. | 90       | 3     |             |        |
| 11 | Christian Cueva  | 2011-act. | 90       | 15    |             |        |
| 12 | Rubén Díaz       | 1972-1985 | 89       | 2     |             |        |
| 13 | Pedro Gallese    | 2014-act. | 89       | 0     |             |        |
| 14 | André Carrillo   | 2011-act  | 87       | 11    |             |        |
| 15 | Claudio Pizarro  | 1999-2016 | 85       | 20    |             |        |

### Máximos goleadores

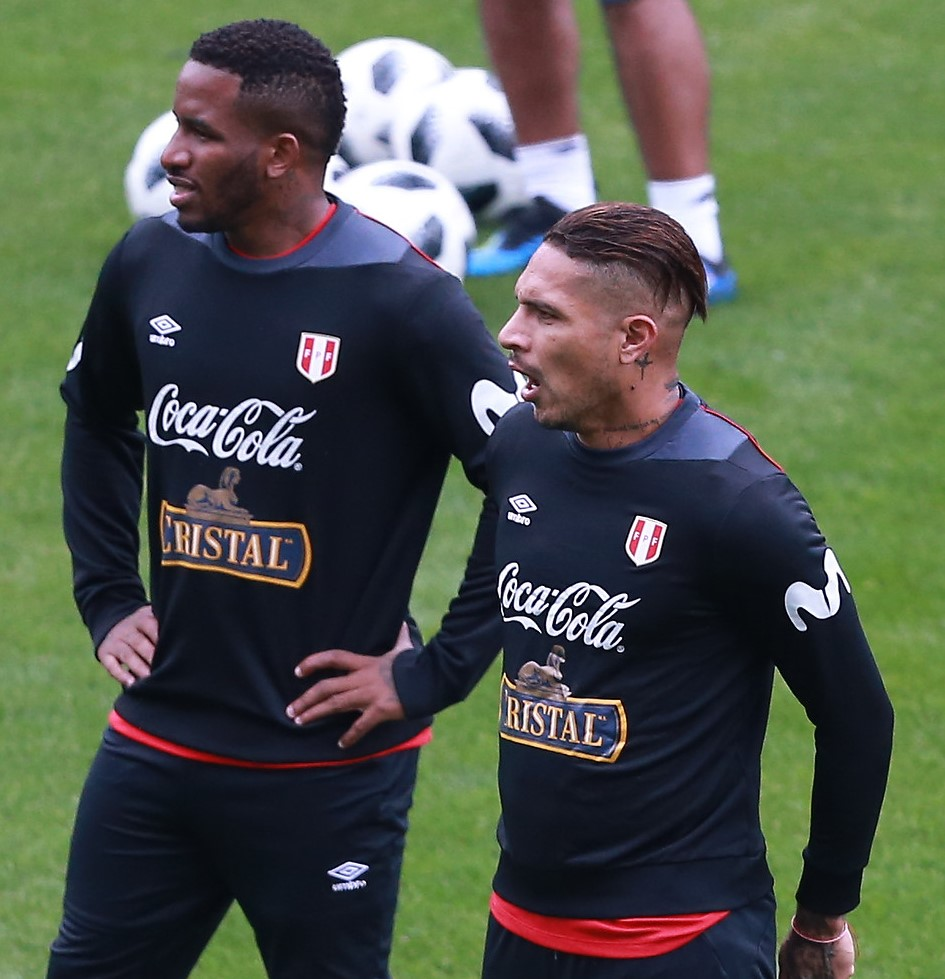
Guerrero y Jefferson Farfán durante un entrenamiento en el Mundial Rusia 2018.

- Actualizado al partido Perú - Ecuador (1 de febrero de 2022).

| #  | Jugador                   | Periodo   | Goles | Partidos | Promedio | Campeonatos              | Logros |
| -- | ------------------------- | --------- | ----- | -------- | -------- | ------------------------ | ------ |
| 1  | Paolo Guerrero            | 2004-act. | 39    | 107      | 0,36     |                          |        |
| 2  | Jefferson Farfán          | 2003-2022 | 27    | 102      | 0,26     |                          |        |
| 3  | Teófilo Cubillas          | 1968-1982 | 26    | 81       | 0,32     |                          |        |
| 4  | Teodoro Fernández         | 1935-1947 | 24    | 32       | 0,75     | Juegos Bolivarianos 1938 |        |
| 5  | Claudio Pizarro           | 1999-2016 | 20    | 85       | 0,24     |                          |        |
| 6  | Nolberto Solano           | 1994-2009 | 20    | 95       | 0,21     |                          |        |
| 7  | Roberto Palacios          | 1992-2012 | 19    | 128      | 0,15     |                          |        |
| 8  | Hugo Sotil                | 1970-1979 | 18    | 62       | 0,29     |                          |        |
| 9  | Oswaldo Ramírez           | 1969-1982 | 17    | 57       | 0,30     |                          |        |
| 10 | Franco Navarro            | 1980-1989 | 16    | 56       | 0,29     |                          |        |
| 11 | Pedro Pablo "Perico" León | 1963-1973 | 15    | 49       | 0,31     |                          |        |
| 12 | Edison Flores             | 2013-act. | 15    | 62       | 0,24     |                          |        |
| 13 | Christian Cueva           | 2011-act. | 15    | 90       | 0,17     |                          |        |
| 14 | Óscar Gómez Sánchez       | 1953-1959 | 14    | 26       | 0,54     |                          |        |
| 15 | Jorge "Campolo" Alcalde   | 1935-1939 | 13    | 15       | 0,87     |                          |        |

Notas:
- Paolo Guerrero tiene un gol que no es considerado oficial por haber sido marcado contra el equipo B de Senegal.